# Cercocebus
Cercocebus is een geslacht uit de familie apen van de Oude Wereld (Cercopithecidae). Dit geslacht bestaat uit zeven soorten.

## Taxonomie
Er worden zeven soorten tot dit geslacht gerekend.
- Geslacht: Cercocebus (7 soorten)
  - Soort: Cercocebus agilis – Olijfmangabey
  - Soort: Cercocebus atys – Roetmangabey
  - Soort: Cercocebus chrysogaster – Goudbuikmangabey
  - Soort: Cercocebus galeritus – Mutsmangabey
  - Soort: Cercocebus lunulatus – Witkruinmangabey
  - Soort: Cercocebus sanjei – Sanjemangabey
  -  Soort: Cercocebus torquatus – Roodkopmangabey